# Didi
Pour les articles homonymes, voir Dìdi et Didi (homonymie).
Valdir Pereira, plus connu sous le nom de Didi, est un footballeur brésilien, né le 8 octobre 1929 à Campos (Rio de Janeiro). Il meurt le 12 mai 2001 à Rio de Janeiro d'un cancer intestinal. 
Il est l'un des joueurs importants de l'équipe du Brésil qui gagne la coupe du monde 1958 et la coupe du monde 1962. 
Il jouait au poste de milieu offensif et était un excellent tireur de coups francs. Il est notamment considéré comme l'inventeur de la frappe en « feuille morte » (frappe brossée qui redescend brusquement en fin de trajectoire) et est considéré comme l'un des meilleurs milieux de terrain de tous les temps de la Seleção. Il a d'ailleurs été nommé 19e meilleur joueur du XXe siècle par l'International Federation of Football History & Statistics (IFFHS).

## Biographie

### En club
Né à Campos dos Goytacazes dans l'État de Rio de Janeiro, Didi est victime à 14 ans d'une grave infection à la jambe droite. Il passe tout près de l'amputation mais parvient à retouvrer rapidement ses moyens. Enfant, il évolue à São Cristóvão.
Il commence sa carrière professionnelle à Americano FC en 1946. Après quelques saisons dans des petits clubs de São Paulo (Americano FC donc, Clube Atlético Lençoense et Madureira), il franchit une étape en 1949 en rejoignant les rangs de Fluminense. En sept saisons avec ce club, il remporte le Championnat de Rio de Janeiro en 1951 et la Coupe de Rio en 1952. C'est à cette époque qu'il se rend célèbre pour son exécution de la folha seca (traduit par « feuille morte » en français). Joueur rapide et doté d'une grande intelligence de jeu, il s'illustre par la qualité de ses passes en club et en sélection.
De 1957 à 1959, il évolue dans l'équipe de Botafogo où il décroche dès sa première saison le Championnat de Rio 1957. Ayant fait la promesse en cas de victoire dans ce championnat de parcourir à pied la distance entre le club-house de Botafogo et le stade Maracanã, il s'exécute et est accompagné par 5 000 fans des blancs et noirs.
Durant l'été 1959, il rejoint le vieux continent et le meilleur club du monde : le Real Madrid de Raymond Kopa et Alfredo Di Stéfano quadruple vainqueur de la Coupe des clubs champions européens. En dépit de sa réputation, cette expérience est un échec pour le Brésilien. Il ne dispute que 19 matches sous le maillot merengue (pour 6 buts) et rentre au pays un an plus tard. À 32 ans, il est accueilli par Botafogo où il joue deux saisons. Après deux intermèdes étrangers au Pérou au Sporting Cristal durant la saison 1962-1963 et au Mexique au CD Veracruz en 1965-1966, et plusieurs passages éclairs à Botafogo encore et São Paulo FC, il met un terme à sa carrière en 1967. Il a alors 39 ans.

### En sélection

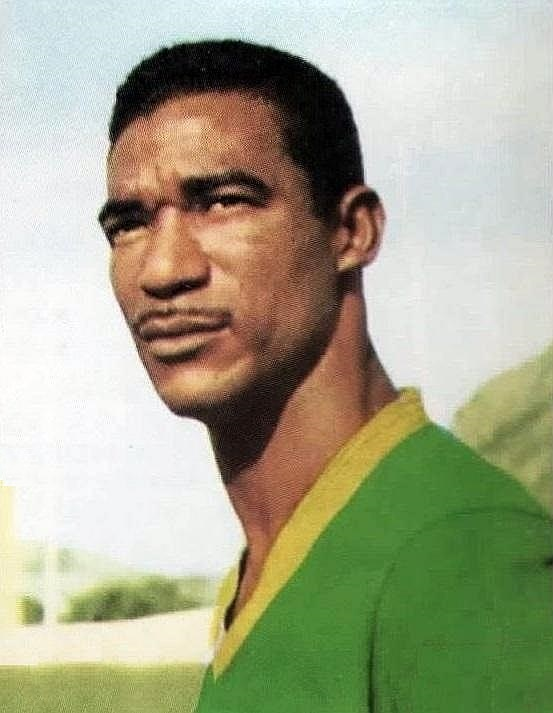
Didi en 1958.

Didi connaît sa première sélection le 6 avril 1952 à l'occasion d'une rencontre du Championnat panaméricain face au Mexique (2-0). Au cours de cette même compétition (remporté par le Brésil, il marque son premier but face à l'Uruguay (4-2).
Il dispute trois Coupes du monde en 1954, 1958, 1962 remportant les deux dernières éditions en Suède et au Chili. Il est désigné meilleur joueur de la compétition en 1958.
Au lendemain de la victoire du Brésil en finale de la Coupe du monde 1962 face à la Tchécoslovaquie (3-1), Didi annonce son envie de ne plus porter le maillot de la Seleção pour devenir entraineur. De 1952 à 1962, il est sélectionné 68 fois en équipe nationale pour 20 buts.
En sélection, Didi joue milieu de terrain au côté de Mário Zagallo.
Par la suite, il est entraîneur de l'équipe du Pérou pendant la coupe du monde 1970 au Mexique. Son équipe (où évoluent Teófilo Cubillas et Héctor Chumpitaz) est l'une des surprises de la compétition. Elle atteint les quarts de finale éliminée par son équipe de cœur, le Brésil. 

## Parcours

### Joueur
- 1946 : Americano FC ( Brésil)
- 1947-1948 : Clube Atlético Lençoense (pt) ( Brésil)
- 1948-1949 : Madureira EC ( Brésil)
- 1949-1956 : Fluminense FC ( Brésil)
- 1956-1959 : Botafogo FR ( Brésil)
- 1959-1960 : Real Madrid ( Espagne)
- 1960-1962 : Botafogo FR ( Brésil)
- 1963-1964 : Sporting Cristal ( Pérou)
- 1964 : Botafogo FR ( Brésil)
- 1964-1965 : São Paulo FC ( Brésil)
- 1965 : Botafogo FR ( Brésil)
- 1965-1966 : CD Veracruz ( Mexique)
- 1966-1967 : São Paulo FC ( Brésil)

## Palmarès
- Champion du monde en 1958 et 1962 avec l'équipe du Brésil
- Vainqueur des Jeux Panaméricains en 1952 avec l'équipe du Brésil
- 2e du Championnat sud-américain de football en 1953, 1957 et 1959 avec l'équipe du Brésil
- Championnat de l'État de Rio de Janeiro en 1951 avec Fluminense
- Championnat de l'État de Rio de Janeiro en 1957, 1961 et 1962 avec Botafogo
- Vainqueur de la Coupe de Rio de Janeiro en 1952 avec Fluminense
- Vainqueur de la Coupe d'Europe des clubs champions en 1960 avec le Real Madrid
- Vainqueur du Tournoi Rio - São Paulo en 1962 avec Botafogo

## Distinctions individuelles
- Membre du Temple de la renommée du Maracanã
- Membre du International Football Hall of Champions (IFHOC-FIFA)
- Fait partie des joueurs ayant remporté la Ligue des Champions et la Coupe du Monde
- Médaille d'argent du Prix Belfort Duarte en 1955
- Élu 19e Meilleur joueur du XXe siècle selon l'IFFHS
- Élu 39e Meilleur joueur du siècle (World Soccer Awards)